# بنجیامین کنستانت (استان آمازوناس)
بنجیامین کنستانت (به پرتغالی: Benjamin Constant) یک منطقهٔ مسکونی در برزیل است که در آمازوناس (برزیل) واقع شده‌است. بنجیامین کنستانت ۴۳٬۹۳۵ نفر جمعیت دارد.